# Pesem Evrovizije 1967
Pesem Evrovizije 1967 je bil 12. izbor za Pesem Evrovizije zapovrstjo. Izbor je potekal 8. aprila 1967 na Dunaju, saj je bil zmagovalec Evrovizije 1966 avstrijski predstavnik Udo Jürgens. Zmagala je pesem Združenega kraljestva z naslovom Puppet on a String. Voditeljica prireditve je zmagovalno pesem pomotoma razglasila, še preden je točke podala zadnja država. Vendar zadnje točke niso vplivale na zmagovalca - britanska pesem je zmagala z več kot 12-krat toliko točkami, kot jih je prejela drugouvrščena irska pesem, kar je največ na vseh evrovizijskih izborih doslej. Prvič sploh je zmagalo Združeno kraljestvo, Švica pa že drugič ni prejela nobene točke.
Danska je leta 1967 prenehala s sodelovanjem na izboru; vrnila se je leta 1978.
Jugoslavijo je zastopal slovenski pevec Lado Leskovar, ki je pesem Vse rože sveta zapel v slovenščini.

## Rezultati
| Država (jezik)                   | Izvajalec          | Pesem                         | Uvrstitev | Točke |
| -------------------------------- | ------------------ | ----------------------------- | --------- | ----- |
| Avstrija (nemščina)              | Peter Horten       | Warum es 100.000 Sterne gibt? | 14.       | 2     |
| Belgija (nizozemščina)           | Louis Neefs        | Ik heb zorgen                 | 7.        | 8     |
| Finska (finščina)                | Fredi              | Varjoon - suojaan             | 12.       | 3     |
| Francija (francoščina)           | Noelle Cordier     | Il doit faire beau là-bas     | 3.        | 20    |
| Nemčija (nemščina)               | Inge Brück         | Anouschka                     | 8.        | 7     |
| Irska (angleščina)               | Sean Dunphy        | If I Could Choose             | 2.        | 22    |
| Italija (italijanščina)          | Claudio Villa      | Non andare più lontano        | 11.       | 4     |
| Luksemburg (francoščina)         | Vicky Leandros     | L'amour est bleu              | 4.        | 17    |
| Monako (francoščina)             | Minouche Barelli   | Boum Badaboum                 | 5.        | 10    |
| Nizozemska (nizozemščina)        | Therese Steinmetz  | Ringe-dinge-ding              | 14.       | 2     |
| Norveška (norveščina)            | Kirsti Sparboe     | Dukkemann                     | 14.       | 2     |
| Portugalska (portugalščina)      | Eduardo Nascimento | O vento mudou                 | 12.       | 3     |
| Španija (španščina)              | Raphael            | Hablemos del amor             | 6.        | 9     |
| Švedska (švedščina)              | Östen Warnerbring  | Som en dröm                   | 8.        | 7     |
| Švica (francoščina)              | Géraldine          | Quel cœur vas-tu briser?      | 17.       | 0     |
| Združeno kraljestvo (angleščina) | Sandie Shaw        | Puppet on a String            | 1.        | 47    |
| Jugoslavija (slovenščina)        | Lado Leskovar      | Vse rože sveta                | 8.        | 7     |

## Zemljevid
- Zelena = države udeleženke.
- Rumena = države, ki so v preteklosti že nastopale, a leta 1967 niso.